# Памятник Артёму (Святогорск)
Памятник Артёму — памятник в городе Святогорске, сооружённый в 1927 году в честь революционера, советского государственного и партийного деятеля Фёдора Сергеева (Артёма). Объект культурного наследия Украины.
Автор памятника — скульптор И. П. Кавалеридзе. Входит в комплекс памятников Святогорского историко-архитектурного заповедника.

## Внешний вид
Фигура высотой 22 метра возвышается на горе, используя ее как постамент. По расчётам специалистов, общая площадь монумента составляет 400 м², вес — около 800 тонн. Вместе с фундаментом, который должен быть не менее 5—6 метров, общая высота памятника составляет 27—28 метров.
На постаменте памятника были выгравированы слова:
Зрелище неорганизованных масс для меня невыносимо.
вместе с датами жизни: 1883—1921 и посвящением:
Пламенному вождю пролетариата 1-й ВДО

## История памятника
После гибели Фёдора Андреевича Сергеева во время испытания аэровагона В. И. Абаковского, Всеукраинский центральный исполнительный комитет 3 августа 1921 года принял постановление об увековечении памяти «товарища Артёма». Летом 1923 года конкурсной комиссии было представлено 68 проектов планируемого памятника. Сооружение было поручено скульптору Ивану Кавалеридзе, и соответствующий памятник был возведен в Артёмовске.
В середине 1920-х годов решено было присвоить имя Артёма 1-му Вседонецкому Дому отдыха, располагавшемуся тогда на территории бывшего монастыря, а в ознаменование этого построить там еще один памятник Артёму. К возведению нового памятника вновь был привлечен Кавалеридзе. Первоначально планировалось установить бюст Артёма, на который была рассчитана смета в 9 тысяч рублей, из них на материалы для строительства выделялось 4 тысячи рублей, а на авторский гонорар — 5 тысяч рублей.
Как вспоминал сам Кавалеридзе, когда его вызвали к председателю Всеукраинского Центрального Исполнительного Комитета Григорию Петровскому и предложили эту работу, скульптор сразу внёс предложение о строительстве не бюста, а гигантского памятника на горе, которая станет естественным постаментом для монумента. Петровский отметил, что бухгалтерия не даст ни копейки сверх лимитированных сметой, но это не остановило художника.
Летом 1927 года началось сооружение монумента. Сначала возводился макет памятника в натуральную величину. Для этого нашли место на территории Степного Дома отдыха, в двух километрах от места строительства.
Куски формы для памятника изготовлялись так, чтобы четыре человека могли взять часть модели, положить в бричку и вывезти к месту возведения памятника. Затем формы монтировали одна на другую. Таким образом, монумент Артёма сооружали непосредственно на месте методом заливки бетона в установленный каркас. Общая высота памятника — 22 метра.
Цемент для бетона привозили из Новороссийска. По замыслу автора памятника, бетон должен был иметь розовый оттенок и напоминать по фактуре природный камень — розовый гранит.
Открытие памятника Артёму 11 сентября 1927 года стало торжественным событием в присутствии многих тысяч рабочих, солдат, делегаций из городов и районов Донецкого бассейна. Состоялся своеобразный парад красноармейцев, играл духовой оркестр. Под оружейные залпы был торжественно открыт памятник, который был виден с расстояния десятков километров.
Во время Великой Отечественной войны жестокие бои, которые происходили в течение 1941—1943 годов, оставили на памятнике повреждения, выбоины от пуль и снарядов, однако он сохранился. После 1943 года за ним уже стояли обелиски на братских могилах советских воинов, а также памятник генерал-майору, командиру 79-й гвардейской стрелковой дивизии Николаю Филипповичу Батюку, которого похоронили возле монумента Артёму боевые товарищи. Впоследствии, в 1985 году к 40-й годовщине Победы в Великой Отечественной войне на месте этих отдельных памятников был создан Мемориал Великой Отечественной войны.
Сам памятник Артёму был отреставрирован к 100-й годовщине со дня рождения Ф. А. Сергеева в 1983 году. Научные исследования и обмеры монументальной скульптуры были осуществлены специалистами историко-архитектурного заповедника под руководством архитектора А. Дашевского. Скульптурные формы памятника, пострадавшие в период войны, реставрировали с участием скульптора А. Скорых. Сам проект реставрации был выполнен киевским институтом «Укрпроектреставрация», непосредственно ремонтные работы выполнила Сумская реставрационная мастерская. Текущие ремонтные работы проводились специалистами краматорского ПМВП «Юнион», специализирующихся в области промышленного альпинизма.
В 2018-м году была проведена повторная реставрация памятника.
6 октября 2023 «памятник советскому партийному и государственному деятелю Артему (Ф. А. Сергееву)» в Святогорске переименован в «памятник авторства выдающегося скульптора И.П. Кавалеридзе».

## Историческая ценность

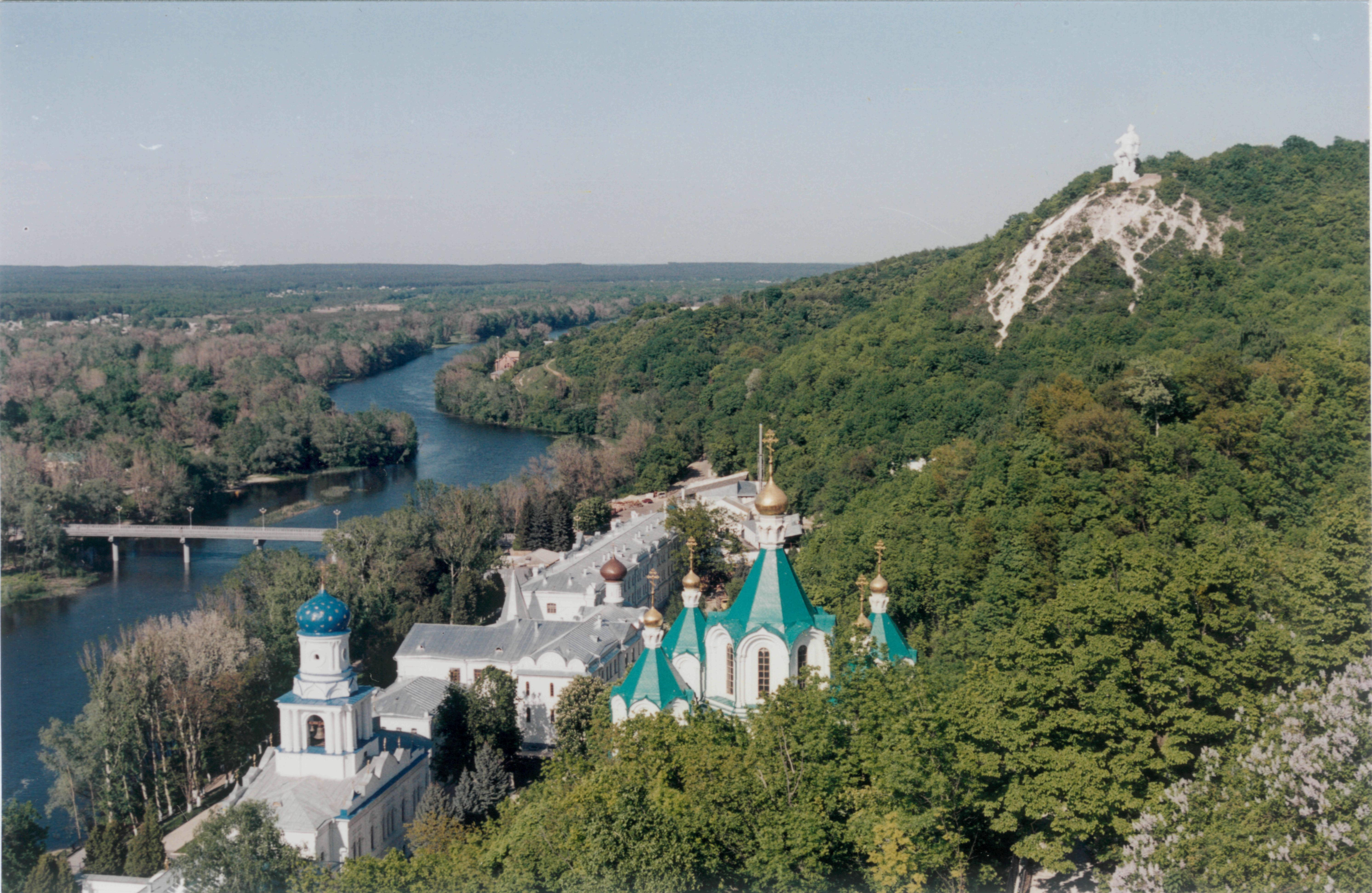
Вид на Донец и Святогорскую лавру

27 декабря 2001 года Правительство Украины определило наиболее ценные в художественном плане памятники монументального искусства Украины и внесло их в Государственный реестр национального культурного наследия. Среди 44 выдающихся произведений значится монументальная скульптура Артёма (Фёдора Андреевича Сергеева) 1927 года в г. Святогорск Донецкой области.
Этот памятник — конструктивистский проект художника. Несмотря на общепризнанное отнесение памятника Артёму к кубизму, следует заметить, что сам автор отрицал упрощённое отношение к своему произведению. В начале 1960-х годов во время кампании против авангардистских течений в искусстве, критика в адрес автора и его «ужасных произведений» прозвучала из уст Н. С. Хрущёва.
Монумент Артёма — заметная часть ландшафта Святогорска и одна из его архитектурных доминант. Вместе с тем памятник Артёму обусловил формирование рядом с собой Мемориала Второй мировой войны.